# Иван Йотовски
Иван Йотовски е български футболист, нападател. Юноша на Марица (Пловдив). Висок е 167 см и тежи 71 кг. Играл е за Марица, Спартак (Пловдив) и Ботев.

## Статистика по сезони
- Марица – 1994/95 - Б РФГ, 8 мача/1 гол
- Марица – 1995/96 - Б РФГ, 21/3
- Марица – 1996/97 - A РФГ, 12/1
- Марица – 1997/98 - Б РФГ, 23/5
- Спартак (Пд) – 1998/99 - В РФГ, 24/8
- Ботев – 1999/ес. - A РФГ, 12/1
- Марица – 2000/пр. - Б РФГ, 13/4
- Ботев – 2000/01 - A РФГ, 6/2
- Ботев – 2001/02 - Б РФГ, 10/2